# فرایسترف
فرایسترف (به فرانسوی: Freistroff) یک کمون در فرانسه است که در Canton of Bouzonville واقع شده‌است.

## خصوصیات
فرایسترف ۱۴٫۶۷ کیلومترمربع مساحت و ۸۵۹ نفر جمعیت دارد و ۲۰۰ متر بالاتر از سطح دریا واقع شده‌است.